# خیابان ۳۶ چورینگی
خیابان ۳۶ چورینگی (به انگلیسی: 36 Chowringhee Lane) فیلمی است محصول سال ۱۹۸۱ و به کارگردانی آپارنا سن است. در این فیلم بازیگرانی همچون جنیفر کندال، دباشری روی، دریتیمان چاترجی، جفری کندال، سونی رازدان، سانجانا کاپور و کاران کاپور ایفای نقش کرده‌اند.